# Yinghuo I
La Yinghuo 1 (萤火一号, que significa Cuca de llum 1) va ser una petita sonda espacial xinesa que va tenir com a objectiu l'estudi de Mart. Es va preveure que la seva vida útil seria de 2 anys. Va ser llançada per l'Agència de l'Espai Russa, a Baikonur (Kazakhstan), el 8 de novembre de 2011, juntament amb la nau espacial de retorn de mostres russa Fobos-Grunt, que tenia la intenció de visitar la lluna de Mart Fobos, i l'aterrador meteorològic MetNet finlandès. Però poc després del seu llançament, Fobos-Grunt s'esperava que fes dues ignicions per sortir de l'òrbita terrestre amb destinació a Mart. No obstant això, aquestes ignicions no van tenir lloc, deixant encallades les sondes en òrbita. El 17 de novembre de 2011, els mitjans estatals xinesos van informar que Yinghuo-1 havia estat declarada perduda per la CNSA. Després d'un període de decaïment orbital, Yinghuo-1 i Fobos-Grunt es va sotmetre a la reentrada destructiva el 15 de gener de 2012, finalment es va desintegrar sobre l'Oceà Pacífic.